# Ligidium lapetum
Ligidium lapetum là một loài chân đều trong họ Ligiidae. Loài này được Mulaik & Mulaik miêu tả khoa học năm 1942.